# イワン・コーネフ
イワン・ステパノヴィチ・コーネフ（ロシア語: Ива́н Степа́нович Ко́нев, ラテン文字転写: Ivan Stepanovich Konev, 1897年12月28日 - 1973年5月21日）は、ソ連の軍人。ソ連邦元帥。ゲオルギー・ジューコフとベルリン一番乗りを競った。ソ連邦英雄（2度）。

## 経歴
ヴォログダ県ロデイノ村（現ポドシノフスキー地区）出身。家は貧しい農家で正式な教育は受けられなかった。1916年、ロシア帝国陸軍に召集され軍人としてのキャリアを歩みだす。1918年、ヴォロゴド県ニコリスク郡執行委員会委員、郡軍事委員。同年、赤軍に入隊。ロシア内戦時、装甲列車、旅団、狙撃師団、極東共和国人民革命軍本部、狙撃軍団の軍事委員を歴任し、コルチャーク、セミョーノフ、日本軍と戦った。
1921年、全連邦共産党（ボリシェヴィキ党）第10回大会代表となり、クロンシュタットの反乱鎮圧に参加。1926年、軍事アカデミー附属高等指揮要員課程を修了。その後、連隊長、師団長を歴任。1934年、フルンゼ士官学校を卒業。1934年～1940年、狙撃師団長、軍団長、第2赤旗極東軍司令官を歴任。1940年～1941年、ザバイカル軍管区と北カフカーズ軍管区を指揮。
独ソ戦時、第19軍、西部戦線（1941年9月～10月、1942年8月～1943年2月）、カリーニン戦線（1941年10月～1942年8月）、北西戦線（1943年3月）、ステップ戦線（1943年7月）、第2ウクライナ戦線（1943年10月）、第1ウクライナ戦線（1944年5月～1945年5月）を指揮し、モスクワの戦い、クルスクの戦い、ウクライナの解放、東カルパチア、ヴィスワ・オーデル作戦、ベルリンの戦い、プラハ作戦に参加した。
なお、第19軍西部戦線初期にヴャジマ攻防戦での敗北から、国防委員会、特にヴォロシーロフの不興を買い軍法会議にかけられるところを、丁度レニングラード戦線から転任してきたジューコフに依り救われ、ジューコフの副官として手腕を振るうこととなった。
1945年～1946年、中央軍集団総司令官兼駐オーストリア最高委員。1946年～1950年、地上軍総司令官、国防次官。1950年～1951年、ソビエト軍主任監察官。1951年～1955年、沿カルパチア軍管区司令官。1955年～1956年、国防第一次官兼地上軍総司令官。1956年～1960年、国防第一次官。1955年5月から1960年6月までは、ワルシャワ条約機構統合軍総司令官を兼任。
1960年～1961年、国防省監察総監主任監察官。1961年～1962年、駐独ソビエト軍集団総司令官。1962年4月から国防省監察総監主任監察官。
1973年5月21日、モスクワで死去。赤の広場のクレムリンの壁に葬られる。

## 表彰・受勲
ソ連邦英雄（1944年7月29日、1945年6月1日）、チェコスロバキア社会主義共和国英雄、ドイツ民主共和国英雄。
レーニン勲章6個、十月革命勲章、勝利勲章、赤旗勲章3個、一等スヴォーロフ勲章2個、一等クトゥーゾフ勲章2個、外国の勲章13個を受賞。
| 軍職                               | 軍職                                               | 軍職                                 |
| ---------------------------------- | -------------------------------------------------- | ------------------------------------ |
| 先代 イワン・ヤクボフスキー        | ドイツ駐留ソ連軍総司令官 1961年 - 1962年           | 次代 イワン・ヤクボフスキー          |
| 先代 創設                          | ワルシャワ条約機構統合軍総司令官 1955年 - 1960年   | 次代 アンドレイ・グレチコ            |
| 先代 再設置 ゲオルギー・ジューコフ | ソ連地上軍総司令官 1955年 - 1956年 1946年 - 1950年 | 次代 ロディオン・マリノフスキー 廃止 |